# Ourisia ruellioides
La flor de las cascadas (Ourisia ruellioides) es una especie de una planta perenne es una especie de la familia Plantaginaceae que es endémica de los hábitats montañosos de los Andes del sur de Argentina y Chile. En 1782, Carl Linnaeus el Joven describió Chelone ruelloides  y en 1898 el botánico alemán Otto Kuntze la transfirió al género Ourisia. Las plantas de esta especie son plantas grandes y vistosas con corolas rojas, tubulares, casi regulares, que son glabras (sin pelos) en el interior del tubo de la corola. También tienen un cáliz ciliado y irregular con dos lóbulos del cáliz tres superficialmente divididos y dos profundamente divididos, y hojas glabras, aserradas y ovadas. Es la especie más extendida y común de Ourisia, que abarca 22 grados de latitud en el sur de Sudamérica y es la especie tipo del género Ourisia. 

## Distribución y hábitat

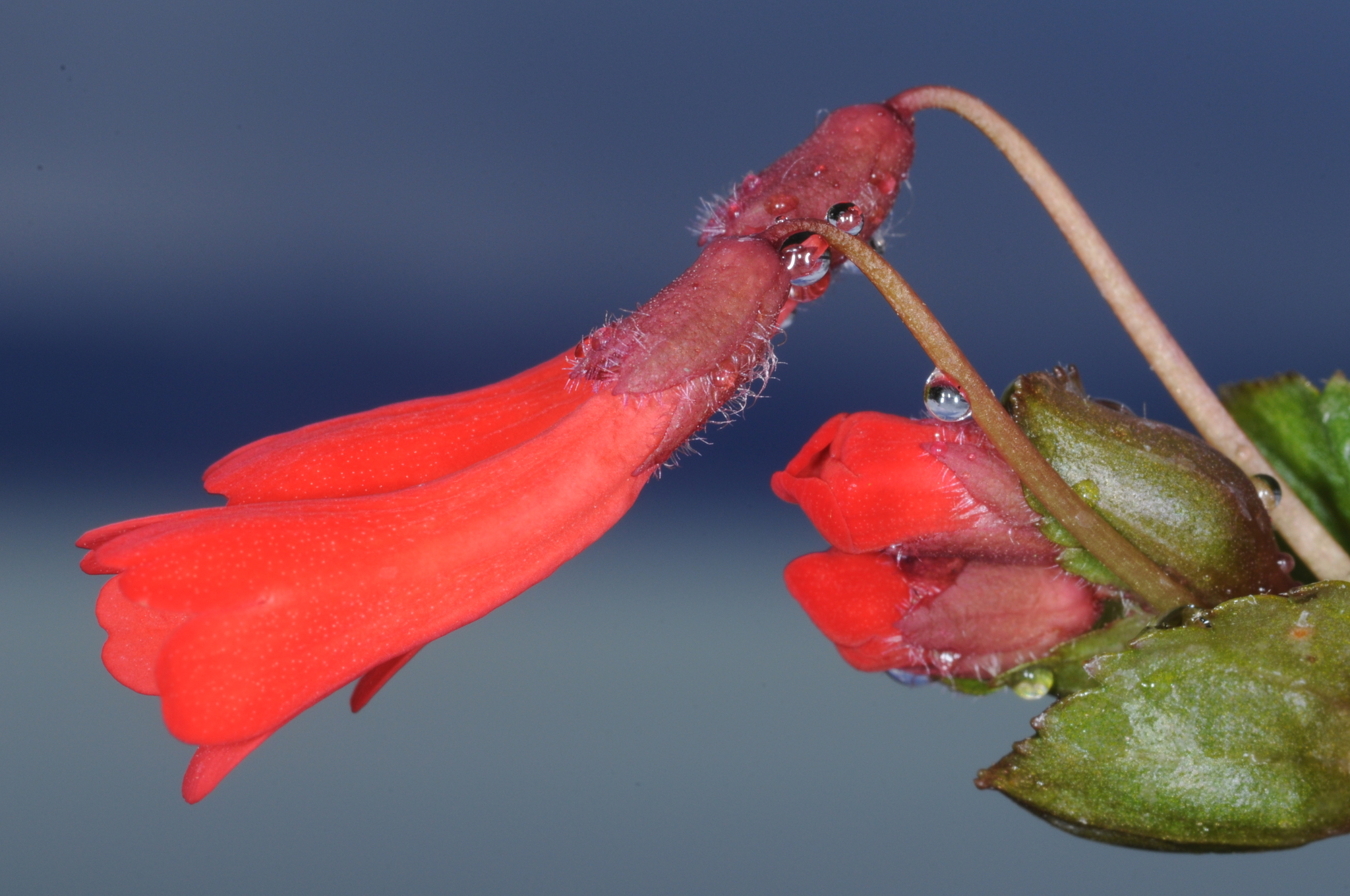
Primer plano de flores y brotes de una planta en el Lago Argentino, Santa Cruz, Argentina.

Ourisia ruellioides es endémica de las montañas de los Andes del sur de Argentina y Chile desde los 34°S a los 56°S de latitud.  Es la especie más extendida y común de Ourisia, que abarca  22 grados de latitud en el sur de Sudamérica. En Argentina se encuentra en las provincias de Neuquén, Río Negro, Chubut, Santa Cruz y Tierra del Fuego, incluidos varios parques nacionales,  y en Chile se encuentra en las regiones de O'Higgins, Maule, Ñuble, Biobío, Araucanía , Los Ríos, Los Lagos, Aysén y Magallanes.   
Ourisia ruellioidies se puede encontrar desde 0 hasta 2600 m sobre el nivel del mar. Habita lugares sombríos y muy húmedos, generalmente sobre rocas a orillas de arroyos, mallines o en bosques umbrosos y húmedos, incluso en bosques de Nothofagus, a menudo en agua corriente o cerca de ella. Es una de las tres especies de Ourisia (las otras dos son O. fuegiana y O. breviflora subsp. breviflora) que llegan a Tierra del Fuego,  donde es común en dos de las cuatro principales zonas de vegetación, es decir, en el bosque siempreverde y el bosque caducifolio,  y se encuentra en varias islas allá, incluida la Isla de los Estados.  

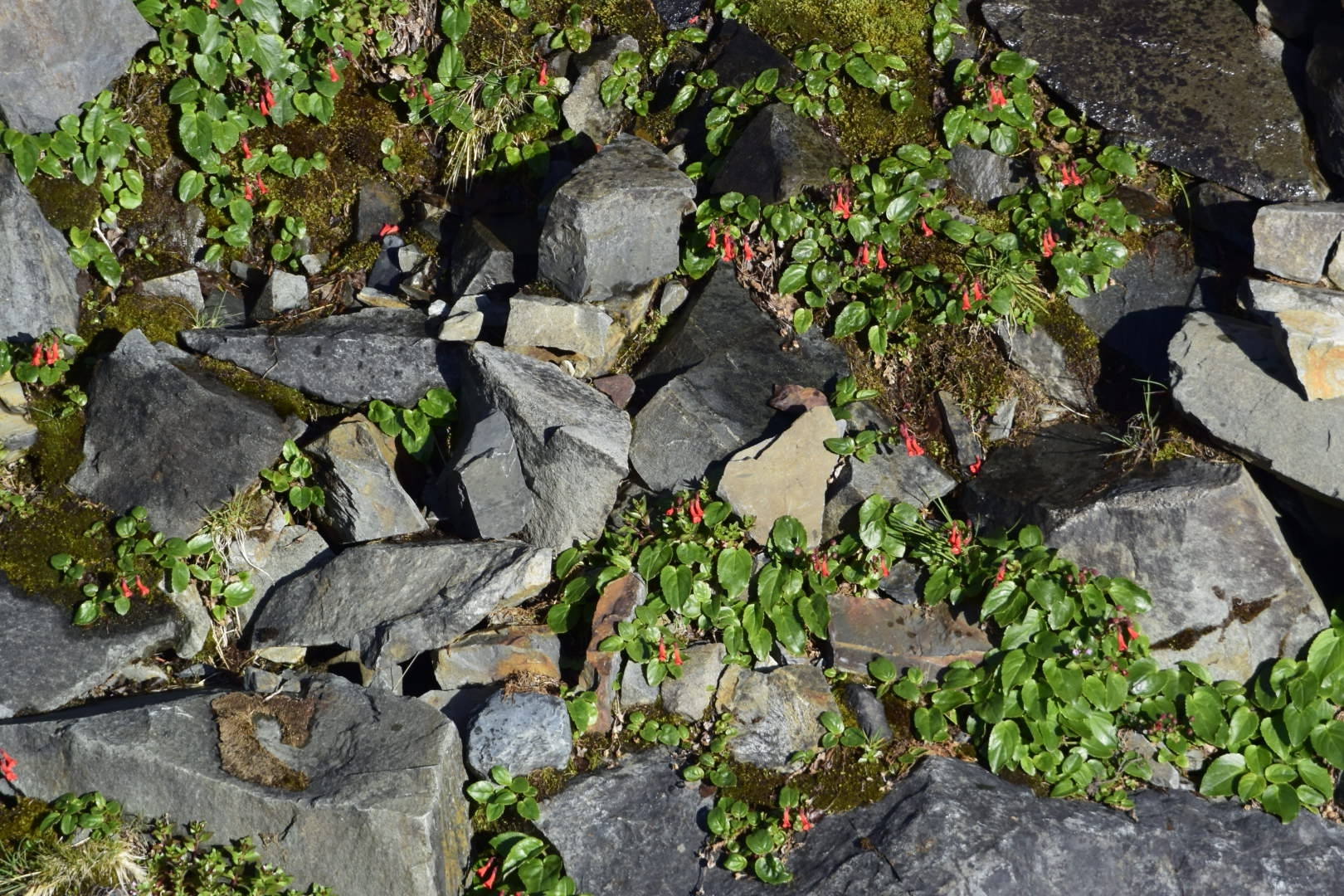
Plantas con flores en un hábitat rocoso y húmedo en Torres del Paine, Chile.

A menudo se la utiliza como una planta ornamental en jardines.

## Descripción
Las plantas de Ourisia ruellioides son hierbas perennes, de crecimiento ascendente y erecto. Los tallos cortos miden entre 1,9 y 4,3 mm de ancho y son glabros (sin pelos) o peludos. Las hojas son opuestas, muy agrupadas, pecioladas, de 6,2 a 116,1 mm de largo y 4,4 a 71,3 mm de ancho (relación largo:ancho 1,2–2,0:1). Los pecíolos de las hojas miden entre 6,3 y 250,0 mm de largo y suelen ser glabros o peludos con pelos largos no glandulares. Las láminas de las hojas suelen ser estrechamente ovadas, ovadas o ampliamente ovadas, más anchas debajo de la mitad, generalmente con un ápice agudo, una base truncada o cordada y bordes aserrados. Ambas superficies de la hoja suelen ser glabras o con algunos pelos largos no glandulares y la superficie inferior también es punteada. Las inflorescencias son racimos erectos, de hasta 44 cm de largo. Cada inflorescencia tiene de 1 a 6 nudos florales con una o dos flores y 2 brácteas en cada nudo. Las brácteas son similares a las hojas pero más pequeñas, de 2,3 a 3,5 mm de largo y de 0,8 a 1,6 mm de ancho, y son sésiles. Las flores son hermafroditas y nacen sobre un pedúnculo de hasta 62,5 mm de largo que es generalmente glabro, o a veces con unos pocos pelos cortos o largos (no glandulares) o sésiles (y glandulares). El cáliz mide entre 5,0 y 9,1 mm de largo y es irregular, con 2 lóbulos divididos hasta la base del cáliz y 3 lóbulos divididos de un sexto a la mitad de la longitud del cáliz, y generalmente es glabro pero ciliado. La corola mide entre 18,8 y 28,9 mm de largo (incluyendo el tubo de la corola de 9,0 a 22,9 mm), y es subregular, recta o curvada, tubular, de color rojo con amarillo en el interior del tubo, papilada y mayormente glabra por dentro y por fuera. Los lóbulos de la corola miden entre 1,7 y 9,6 mm de largo, no están extendidos o están poco extendidos, y son redondeados, rectangulares, obovados u obcordados. Hay 4 estambres que son didínámicos, con los dos estambres largos exertos o al menos llegando a la abertura del tubo de la corola, y los dos estambres cortos incluidos o llegando a la abertura del tubo de la corola. El estilo mide entre 7,8 y 30,4 mm de largo y es incluido, con un estigma emarginado o capitado. El ovario mide entre 2,3 y 5,2 mm de largo. Los frutos son cápsulas glabras con dehiscencia loculicida y los pedicelos fructíferos miden entre 14,9 y 66,0 mm de largo. Hay alrededor de 160 semillas en cada cápsula, y las semillas miden entre 1,2 y 2,0 mm de largo y entre 0,4 y 0,72 mm de ancho, son elípticas, con una cubierta reticulada (con un patrón similar a una red) de dos capas con retículos primarios gruesos, lisos y poco profundos. 
Ourisia ruellioides tiene flores desde septiembre hasta marzo y tiene frutos desde octubre hasta abril. 
Ourisia ruellidoides tiene 2 n = 16 cromosomas.  

## Taxonomía
Ourisia ruellioides es la especie tipo del género Ourisia que pertenece a la familia de plantas Plantaginaceae. 
En 1782, el naturalista sueco Carl Linnaeus el Joven describió a Chelone ruelloides basándose en especímenes recolectados en Tierra del Fuego en el segundo viaje de Cook por Georg Forster.    Georg y su padre Johann Reinhold Forster eran naturalistas a bordo del barco de Cook.    El holotipo se encuentra en el Herbario Linneano (LINN-Sm 1045.11) y hay posibles isotipos en otros herbarios europeos.  
Em 1898, el botánico alemán Otto Kuntze transfirió la especie al género Ourisia, como "Ourisia ruelleodes".  La ortografía original del epíteto (Ourisia ruelloides) se ha utilizado en algunos artículos científicos y bases de datos, pero en 2006 "ruelloides" fue corrigido a "ruelloidies". 
Ourisia ruellioides se caracteriza por su porte grande y vistoso, con corolas rojas, tubulares,  glabras, y casi regulares. También tiene cálices irregulares y hojas grandes, ovadas, aserradas y glabras (sin pelos). O. ruellioides tiene algunas de las semillas más grandes del género (de 1,2 a 2,0 mm de largo, tamaño parecido a las semillas de la única especie de Tasmania, O. integrifolia).
Algunos botánicos han reconocido más que una sola especie, O. ruellioides, que incluyen dos o tres entidades taxonómicas a nivel de especie o variedad,    por ejemplo, O. poeppigii en la parte norte del rango geográfico y O. ruellioides en la parte sur.   Las diferencias morfológicas en el tamaño de las plantas, los cálices y la vellosidad pueden ser clinales de norte a sur.  Los sinónimos de Ourisia ruellioides incluyen O. glabra, O. magellanica, O. racemosa y O. poeppigii.  
Otras especies andinas de Ourisia con flores que son similares a las flores rojas y tubulares de Ourisia ruellioides son O. coccinea y O. polyantha, también de los Andes del sur, y O. chamaedrifolia de los Andes del norte. Tanto O. ruellioides como O. coccinea tienen un hábito grande y llamativo y a veces se confunden, pero tienen algunas características distintas. Las plantas de O. ruellioides son en gran parte sin pelos (y si tienen pelos, no son glandulares), las hojas están agrupadas estrechamente (pero no en rosetas), y las corolas subregulares son de hasta 2,7 cm de largo y no tienen estrías. Por su parte, las plantas de O. coccinea son peludas y a menudo tienen pelos glandulares, las hojas están en rosetas, y las corolas bilabiadas son de más de 2,7 cm de largo y tienen estrías prominentes. 
Algunas especies de Ourisia de Nueva Zelanda con un hábito grande y llamativo y frutos grandes incluyen O. calycina, O. macrophylla y O. macrocarpa. Pero O. ruellioides (y O. coccinea) se pueden distinguir de aquellas especies por sus flores sólo en pares (no en verticilos) en cada nudo de la inflorescencia y por sus corolas rojas y glabras cuyos lóbulos de la corola no están extendidos (o lo están ligeramente). Por el contrario, esas especies de Nueva Zelanda tienen flores en verticilos, y corolas blancas con lóbulos muy extendidos y con pelos dentro del tubo de la corolla. 

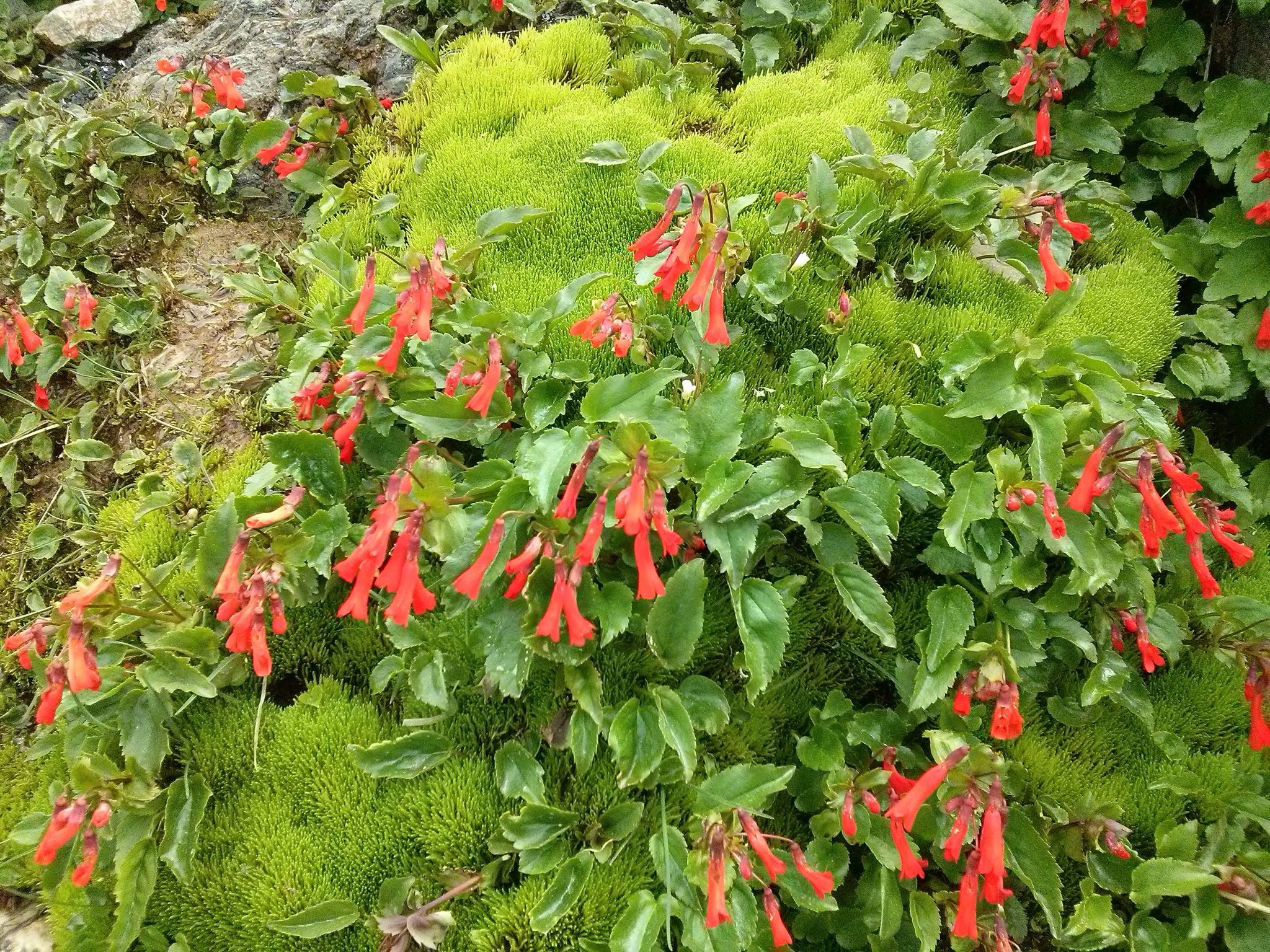
El hábito de Ourisia ruellioides

## Sistema de apareamiento
El sistema de reproducción de O. ruellioides esaltamente autocompatible y fuertemente autógamo.  Las flores también contenían abundante néctar. Aunque las corolas tubulares de color rojo sugieren un síndrome de polinización por colibrí, no se observaron polinizadores de ningún tipo visitando plantas de esta especie (nombrado O. poeppigii en el trabajo científico) durante dos temporadas de campo en Cerro Diente, en el Parque Nacional Torres del Paine, Chile. 

## Filogenia
Se incluyeron cuatro individuos de O. ruellioides en un análisis filogenético de todas las especies del género Ourisia, utilizando marcadores de secuenciación de ADN estándar (dos marcadores de ADN ribosómico nuclear y dos regiones de ADN de cloroplasto ) y datos morfológicos.   En esos análisis, Ourisia ruellioides era monofilética y los individuos includios en los estudios mostraban un patrón de norte a sur.  Además, siempre se formaba parte del clado de especies herbáceas andinas con un alto apoyo estadísitco, y siempre era estrechamente relacionado con O. fragrans y O. breviflora,   que tienen distribuciones geográficas superpuestas con O. ruellioidies. 

## Galería

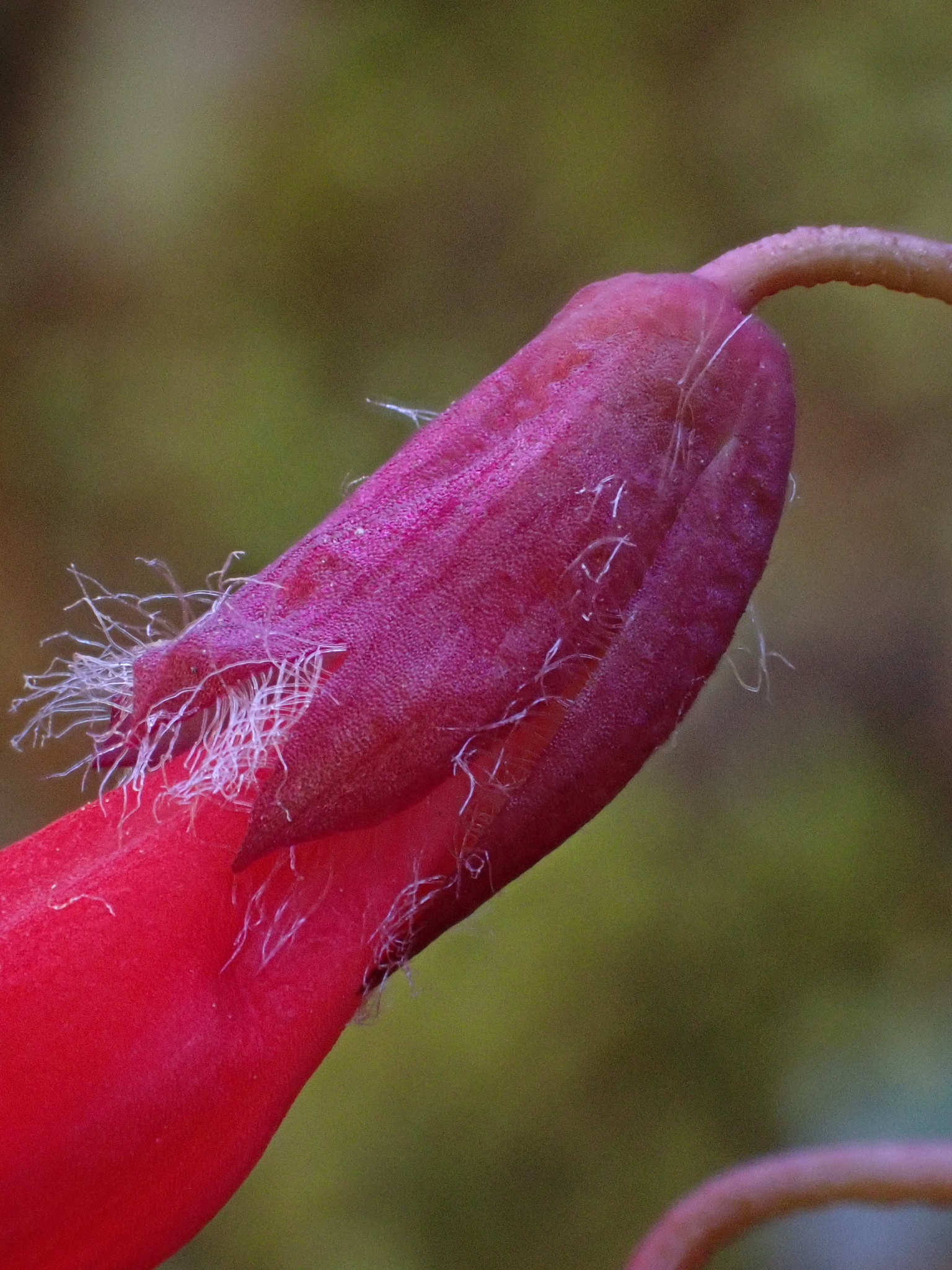
Primer plano del cáliz
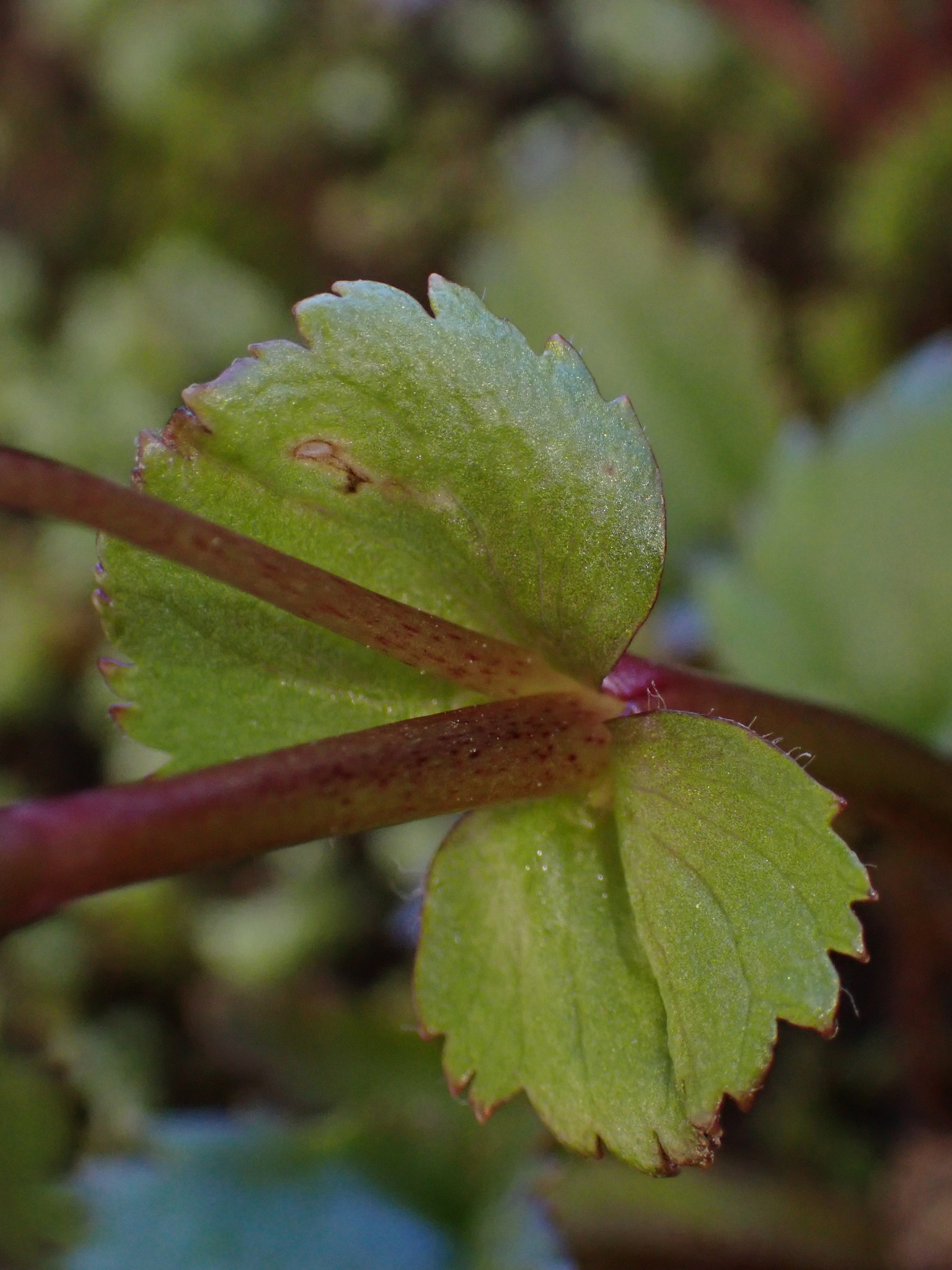
Primer plano de las brácteas florales
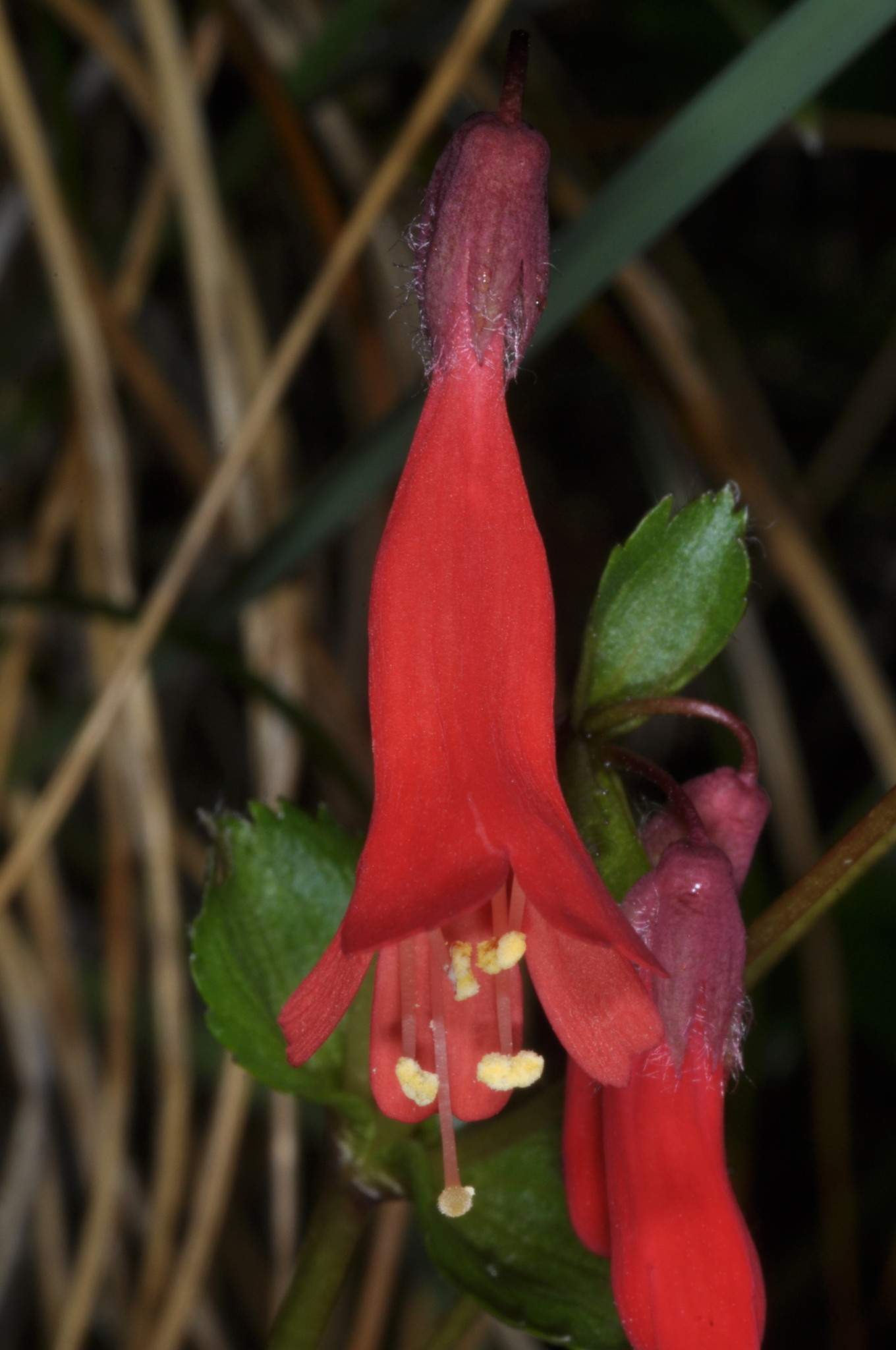
Corola con estambres y estilo exertos
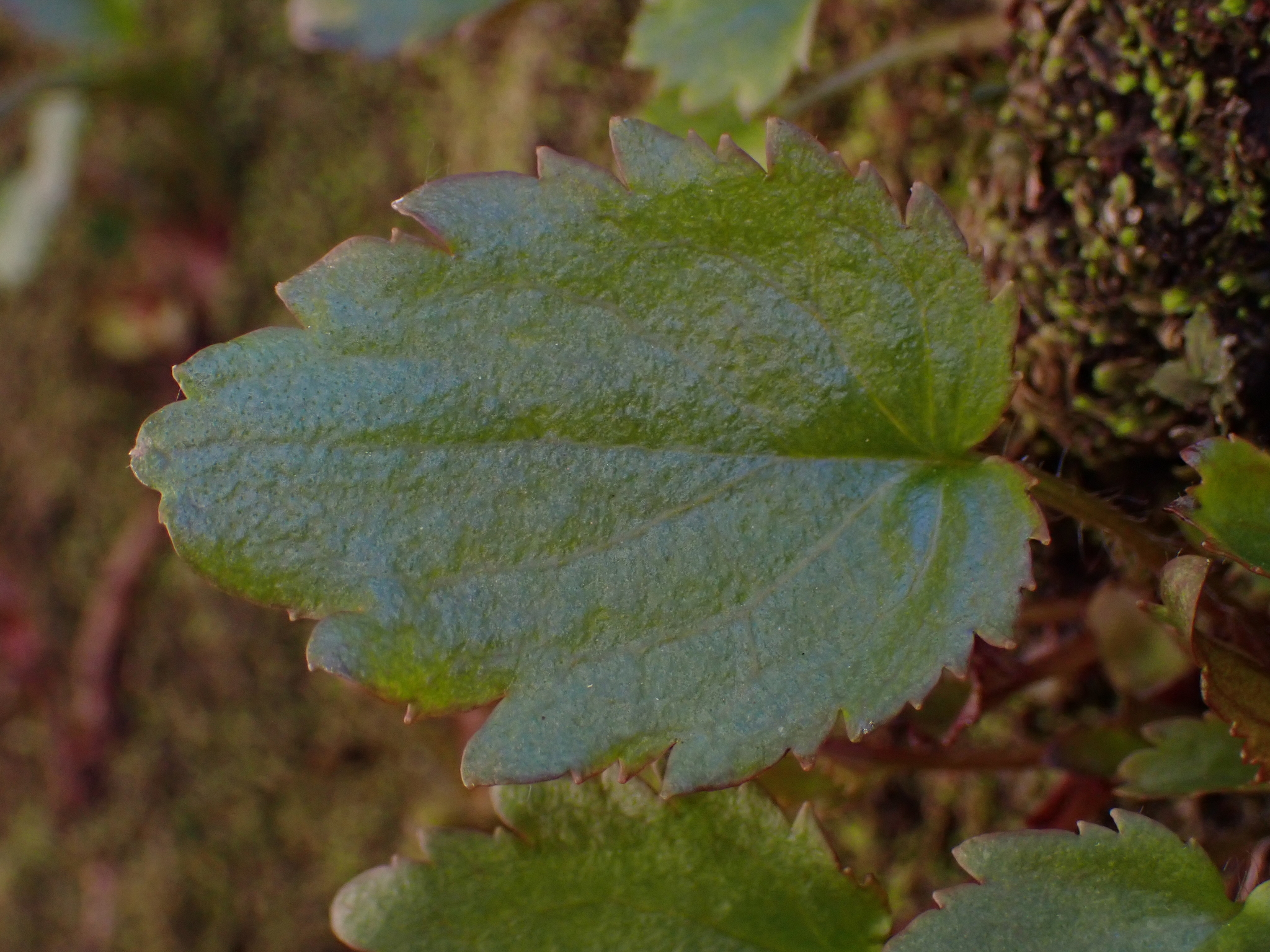
Primer plano de la parte superior de la hoja
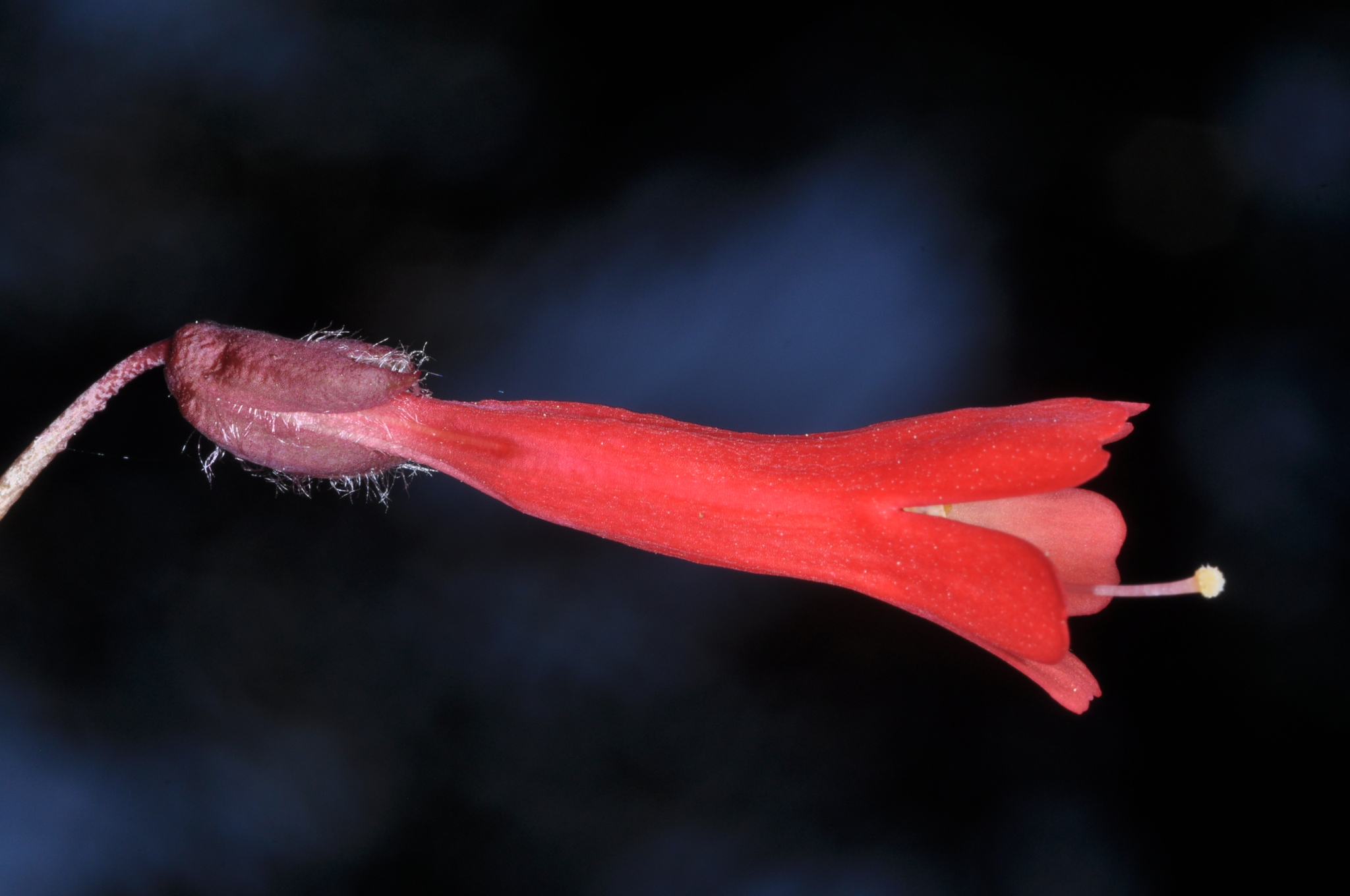
Primer plano de la corola, vista lateral
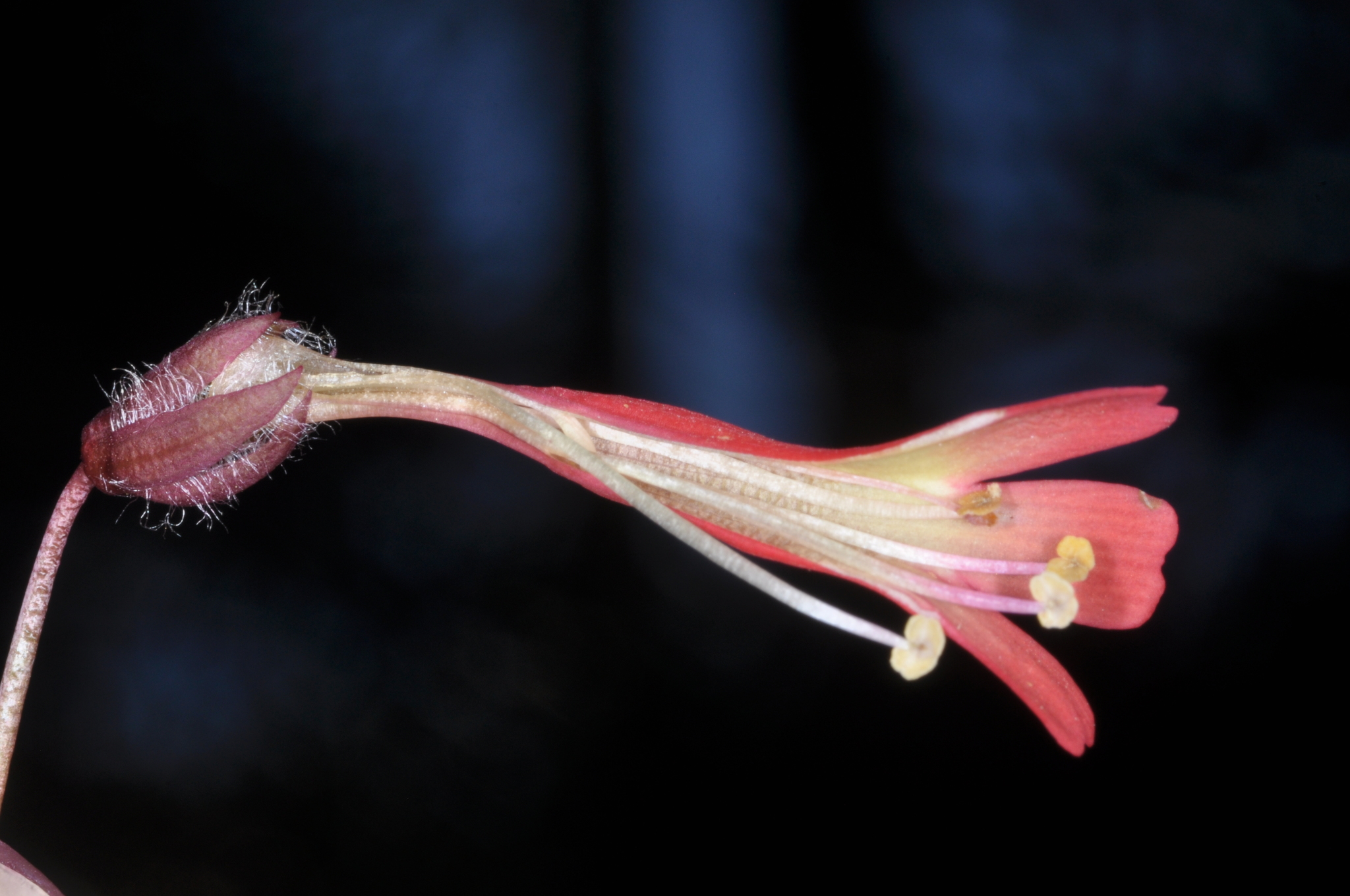
Primer plano de la corola, vista lateral, diseccionada para mostrar los estambres y el estilo
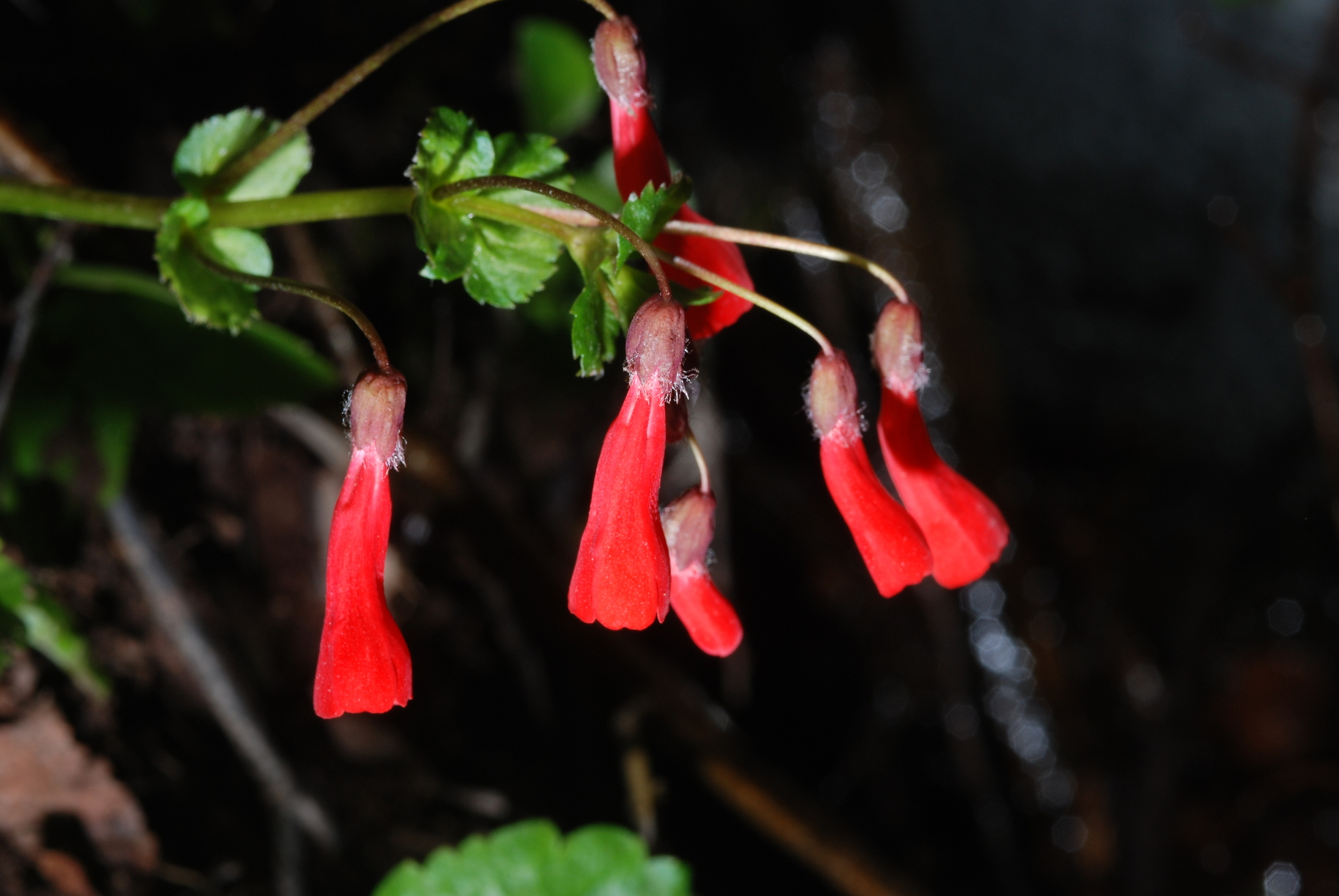
Inflorescencia